# John W. Rick
John W. Rick (n. Sacramento, California, EE. UU, 1950) es un arqueólogo estadounidense, doctor en antropología por la Universidad de Míchigan y catedrático en la Universidad de Stanford en California.

## Biografía
Hijo del Dr. Charles M. Rick y Martha O. Rick, a los 6 años vivió un año entero recorriendo el Perú junto sus padres ya que se dedicaban  estudio de los tomates silvestres en el Perú. A través de ellos heredó un cariño por el país:

“Mi madre podía reconocer cualquier especie de tomate silvestre incluso desde el automóvil en marcha. Fueron una pareja extraordinaria, en lo personal y en lo científico, y prácticamente ellos me inspiraron para dedicarme a la arqueología. A mí no me interesaban mucho los tomates, sino las ruinas que iba encontrando en el camino”
John Rick

Estudió arqueología en la Universidad de California en Santa Cruz, donde se graduó en 1972, y en 1978 se doctoró en antropología en la universidad de Míchigan. Realizó investigaciones entre 1973 y 1987 sobre cazadores tempranos en las punas de Junín, específicamente en las cuevas de Pachamachay y Panaulauca. 
Desde 1994  dirige un proyecto de investigación y conservación del Complejo Arqueológico Chavín de Huántar, poco después conocería a su esposa, Rosa Mendoza Rick, con quien se casó en 1977, sus investigaciones comenzaron con el levantamiento topográfico y arquitectónico del sitio con sofisticados instrumentos electrónicos, para luego realizar excavaciones de prueba y en área en el sitio monumental y sus alrededores, abarcando templos, plazas y espacios subterráneos como galerías y canales. Otros proyectos incluyen el trabajo en aldeas agrícolas tempranas en el suroeste de Estados Unidos y un proyecto sobre la arqueología del Preclásico y Clásico Temprano de las tierras altas de Guatemala cerca de Panajachel, Atitlán. Su interés se enfoca en la evolución de la autoridad sociopolítica durante la época formativa, especialmente en el rol jugado por la religión e innovación en el proceso y sus investigaciones en la arqueología prehistórica, la arqueo-acústica, la antropología de los cazadores-recolectores, las sociedades jerárquicas iniciales y el análisis de herramientas de piedra en América Latina y en el suroeste de Estados Unidos.
En el año 2017 fue nombrado profesor honorario Facultad de Arquitectura USIL por su labor como director del proyecto de investigación y conservación del Complejo Arqueológico Chavín de Huántar y el 6 de mayo del 2021, John Rick y su esposa Rosa Mendoza Rick recibieron la Orden al Mérito por Servicio Distinguido y se llevó a cabo una pequeña ceremonia en el Consulado de Perú en San Francisco, el premio se otorgó inicialmente en 2019, pero la ceremonia se retrasó debido a la pandemia de COVID-19.

## Descubrimientos en Chavín de Huántar
- Red de canales subterráneos que cruzan, suben y bajan entre los laberintos de Chavín de Huántar y que sirvieron como sistema de drenaje, abastecimiento de agua y rituales:[7][8]

“La complejidad de los canales es impresionante. Julio C. Tello sí advirtió esto y luego Lumbreras también pudo observar la existencia de estas galerías y canales. Ahora, con toda seguridad, podemos asegurar que en Chavín había un culto o varios cultos al agua. Usaron el agua en diferentes formas”
John Rick

- En 2013 encontró tres cabezas clavas cerca de su ubicación original, datadas entre los 1200 a 500 a .C.[9]
- En 2018 junto con la ayuda de pequeños robots dotados de microcámaras se encontraron tres galerías subterráneas, en cuyo interior se halló el entierro intacto de una persona (sepultada boca abajo) y restos cerámicos.[1][10][11][12]
- En 2019 dio a conocer el descubrimiento de pinturas murales que presentan tonalidades de rojo, azul y verde.[13]
- En 2022, junto con investigadores, descubrieron una galería, bautizada como "Galería del Cóndor", donde se encontró un cuenco ceremonial de piedra, en cuya parte superior se puede observar un tallado tridimensional de la cabeza de un cóndor. A los lados se pueden apreciar sus alas y en el lado opuesto de la cabeza tiene grabada la cola del ave. También se halló una vasija de piedra sencilla, con el borde refinado. Ambas piezas tienen una medición de 30 cm de diámetro por 25 cm de altura.

## Obras principales

### Libros
- Chavín de Huántar : protocolo de las intervenciones arqueológicas (Primera edición). Lima: Asociación Ancash. 2012. ISBN 978-612-46332-2-5. OCLC 882972792.

### Artículos académicos
- Boletín de Arqueología PUCP N° 2 La arquitectura del complejo ceremonial de Chavín de Huántar: documentación tridimensional y sus implicancias (1998)
- «Andean Archaeology» Building authority at Chavín de Huántar: Models of social organization and development in the initial period and early horizon (2004)
- «The Foundations of Power in the Prehispanic Andes» The evolution of authority at Chavín de Huántar, Peru (2005)
- «San Diego Museum Papers 44: Mesas and Cosmologies in the Central Andes» Chavín de Huántar: Evidence for an evolved shamanism (2006)
- Boletín de Arqueología PUCP N° 10. Un análisis de los centros ceremoniales del Periodo Formativo a partir de los estudios en Chavín de Huántar (2006)
- Chavín de Huántar: The beginnings of social complexity in the Andes (2008)
- Boletín de Arqueología PUCP N° 13 La cronología de Chavín de Huántar y sus implicancias para el Periodo Formativo (2009)
- «Rituals of the Past: Prehispanic and Colonial Case Studies in Andean Archaeology» The Nature of Ritual Space at Chavin de Huantar (2017)
- Journal of Archaeological Science: Reports, N°19 Establishing radiogenic strontium isotope signatures for Chavin de Huantar, Peru (2018)